# 泰迪熊奖

泰迪熊奖

泰迪熊奖（英語：Teddy Award）是柏林国际电影节专门为影展中各个单元反映LGBT题材的电影所设的一个专门奖项，1987年進行首次颁发。该奖项由一个独立评审团颁发，评审团成员并不是柏林电影节的委员。大多数情况下，评审团包括男女同性恋电影节的组织者，他们观看柏林电影节展映的所有单元的电影。接着，评审团公布与LGBT内容相关的电影名单，最后3000欧元的泰迪熊颁发给一部剧情片，一部短片和一部纪录片。泰迪熊獎每年的主题都不一样，一般被視為同志電影獎項的最高榮譽。

## 歷史
1987年時，德國電影製作人Wieland Speck和Manfred Salzgeber組織了一個名為「International Gay & Lesbian Film Festival Association（IGLFFA）」的协会，以便创立奖项來頒發給LGBT議題的電影。
第一位獲得泰迪熊獎的導演是佩德羅·阿莫多瓦，得獎影片是由安東尼奧·班德拉斯演出的《慾望之規條》（La ley del deseo）。
泰迪熊獎在1992年正式成為柏林電影節官方所頒發的獎項之一，1997年非營利組織TEDDY e.V.成立，負責該獎項各種事宜。

## 獎項
泰迪熊獎分為三個主要奖项：
- 劇情片類（Spielfilm-Teddy）
- 紀錄片類（Dokumentar-/Essayfilm-Teddy）
- 短片類（Kurzfilm-Teddy）

除此之外，一部单独的电影被挑选获得评审团奖。特别奖授予在LGBT电影界取得的重大成就，例如作为导演或演员的职业终身成就，或者获奖者在LGBT电影历史上一个重要项目中的角色。
之前在一家德国LGBT杂志《Siegessäule》的赞助下，由该杂志的的读者所组成的评审团授予一部电影该杂志的读者奖。这个读者奖持续至2012年。2016年《Männer》作为新的赞助者重新颁发读者奖。
目前泰迪熊的獎座，上面是一隻金屬製成熊，而底座則是選用柏林當地的石頭。獎座上的熊原形是來自於一位同志繪畫家Ralf König，並由設計師Astrid Stenzel完成雕塑。

## 歷年得獎
| 泰迪熊奖历年获奖作品列表 | 泰迪熊奖历年获奖作品列表 | 泰迪熊奖历年获奖作品列表           | 泰迪熊奖历年获奖作品列表                  | 泰迪熊奖历年获奖作品列表 |
| ------------------------ | ------------------------ | ---------------------------------- | ----------------------------------------- | ------------------------ |
| 1987年                   | 最佳劇情片               | 《慾望法則》                       | La ley del deseo                          | 佩德羅·阿莫多瓦          |
| 1987年                   | 最佳短片                 | 《自殺的五種方式》與《我的新朋友》 | Five Ways to Kill Yourself、My New Friend | 葛斯·范·桑               |
| 1988年                   | 最佳劇情片               | 《英倫末路》                       | The Last of England                       | 戴力·渣文                |
| 1988年                   | 最佳紀錄片               |                                    | Rights and Reactions                      | Phil Zwickler            |
| 1988年                   | 最佳紀錄片               |                                    | Die Wiese der Sachen                      | Heinz Emigholz           |
| 1988年                   | 最佳短片                 |                                    | Alfalfa                                   | Richard Kwietniowski     |
| 1988年                   | 評審團獎                 |                                    |                                           | 蒂妲·絲雲頓              |
| 1988年                   | 《凯旋柱》读者奖         | 《英倫末路》                       |                                           | 戴力·渣文                |
| 1989年                   |                          |                                    |                                           |                          |
| 最佳劇情片               | 《尋找蘭斯頓》           | Looking for Langston               | 伊撒·朱利安                               |                          |
| 最佳劇情片               |                          | Fun Down There                     | Roger Stigliano                           |                          |
| 最佳紀錄片               |                          | Tiny and Ruby: Hell Divin' Women   | Greta Schiller及Andrea Weiss              |                          |
| 最佳紀錄片               |                          | Urinal                             | John Greyson                              |                          |

### 1990年
- 最佳劇情片：Coming Out（英语：Coming Out (film)） – Heiner Carow（英语：Heiner Carow）
- 最佳紀錄片：《舌頭不打結》（Tongues Untied） – 馬龍·T·里格斯（Marlon T. Riggs）
- 最佳短片：Trojans – Constantin Giannaris（英语：Constantin Giannaris）
- 評審團獎：Silence = Death – Rosa von Praunheim（英语：Rosa von Praunheim）

### 1991年
- 最佳劇情片：Poison – 托迪·希恩斯（Todd Haynes）
- 最佳紀錄片：《巴黎妖姬》（Paris Is Burning（英语：Paris Is Burning (film)）） – Jennie Livingston（英语：Jennie Livingston）
- 最佳短片：Relax – Chris Newby（英语：Chris Newby）
- 評審團獎：The Making of Monsters – John Greyson
- 特別獎：Forbidden Love – Vladislav Kvasnicka（英语：Vladislav Kvasnicka）

### 1992年
- 最佳劇情片：Together Alone（英语：Together Alone (film)） – P.J. Castellaneta（英语：P.J. Castellaneta）
- 最佳紀錄片：Voices from the Front – David Meieran（英语：David Meieran）、Robyn Hut（英语：Robyn Hut）及Sandra Elgear（英语：Sandra Elgear）
- 最佳短片：Caught Looking – Constantin Giannaris（英语：Constantin Giannaris）
- 評審團獎：《愛德華二世》（Edward II（英语：Edward II (film)））– 戴力·渣文
- Guests award：Swoon（英语：Swoon (film)） – Tom Kalin（英语：Tom Kalin）

### 1993年
- 最佳劇情片：《維根斯坦》（Wittgenstein（英语：Wittgenstein (film)）） – 戴力·渣文
- 最佳紀錄片：Silverlake Life – Tom Joslin（英语：Tom Joslin） and Peter Friedman
- 最佳短片：P(l)ain Truth – Ilppo Pohjola（英语：Ilppo Pohjola）
- Guests award：Sex is... – Marc Huestis（英语：Marc Huestis）

### 1994年
- 最佳劇情片：《钓鱼去》（Go Fish（英语：Go Fish (film)）） – 羅絲·托奇（英语：羅絲·托奇）
- 最佳紀錄片：《走出槍口》（Coming Out Under Fire） – 曾奕田
- 最佳短片：Carmelita Tropicana – Ela Troyano（英语：Ela Troyano）
- 評審團獎：Remembrance of Things Fast: True Stories Visual Lies – John Maybury（英语：John Maybury）
- Siegessäule 读者奖：Heavy Blow – Hoang Allen Duong（英语：Hoang Allen Duong）
- Guests award：Fresa y chocolate（英语：Fresa y chocolate）（Strawberry and Chocolate） – Tomas Gutierrez Alea（英语：Tomas Gutierrez Alea）及Juan Carlos Tabio（英语：Juan Carlos Tabio）

### 1995年
- 最佳劇情片：The Last Supper（英语：The Last Supper (1994 film)） – Cynthia Roberts（英语：Cynthia Roberts）
- 最佳紀錄片：Complaints of a Dutiful Daughter（英语：Complaints of a Dutiful Daughter） – Deborah Hoffmann（英语：Deborah Hoffmann）
- 最佳短片：Trevor – Peggy Rajski（英语：Peggy Rajski）
- 評審團獎：Dupe od mramora（英语：Dupe od mramora） – Želimir Žilnik（英语：Želimir Žilnik）
- Siegessäule 读者奖：Ballot Measure 9 – Heather McDonald（英语：Heather McDonald）
- Guests award：《神父同志》（Priest（英语：Priest_(1994_film)）） – Antonia Bird（英语：Antonia Bird）

### 1996年
- 最佳劇情片：《尋找西瓜女》（The Watermelon Woman） – 谢丽尔·邓耶
- 最佳紀錄片：《邊個係？邊個唔係？》（The Celluloid Closet） – 勞勃·伊普斯汀（Rob Epstein）及謝菲·費烈曼（Jeffrey Friedman）
- 最佳紀錄片：I'll Be Your Mirror – Nan Goldin 及 Edmund Coulthard
- 最佳短片：Unbound – Claudia Morgado Escanilla
- Best short film：Alkali, Iowa – Mark Christopher
- 評審團獎：Jerry Tartaglia for the Konservierung of the films from Jack Smith（英语：Jack Smith (film director)）
- Siegessäule 读者奖：Paris Was a Woman – Greta Schiller

### 1997年
- 最佳劇情片：《愛情妳我她》（All Over Me） – Alex Sichel
- 最佳紀錄片：Murder and Murder – Yvonne Rainer（英语：Yvonne Rainer）
- 最佳短片：Heroines of Love（英语：Heroines of Love） – Nathalie Percillier（英语：Nathalie Percillier）及Lily Besilly（英语：Lily Besilly）
- Special award：Romy Haag（英语：Romy Haag）
- Siegessäule 读者奖：All Over Me – Alex Sichel

### 1998年
- 最佳劇情片：《愈快樂愈墮落》（Hold You Tight） – 關錦鵬
- 最佳紀錄片：The Brandon Teena Story（英语：The Brandon Teena Story） – Susan Muska（英语：Susan Muska）及Gréta Olafsdóttir（英语：Gréta Olafsdóttir）
- 最佳短片：Peppermills – Isabel Hegner（英语：Isabel Hegner）
- 評審團獎：The Man in Her Life（英语：The Man in Her Life） – Carlos Siguion-Reyna（英语：Carlos Siguion-Reyna）
- Special award：Richard O'Brien（英语：Richard O'Brien）
- Siegessäule 读者奖：The Brandon Teena Story – Susan Muska and Gréta Olafsdóttir
- Special award：Uncut（英语：Uncut (film)） – John Greyson

### 1999年
- 最佳劇情片：《同窗的愛》（Show Me Love） – 盧卡斯·穆迪森
- 最佳紀錄片：The Man Who Drove With Mandela – Greta Schiller
- 最佳短片：Liu Awaiting Spring – Andrew Soo
- 評審團獎：to all German gay-lesbian Berlinale films 1999
- Siegessäule 读者奖：《天雷勾動地火》（Trick） – Jim Fall

### 2000年
- 最佳劇情片：《乾柴烈火》 – 法蘭索瓦·歐容
- 最佳紀錄片：《活着就是為了作證》（Pharagraph 175） – Rob Epstein及Jeffrey Friedman
- 最佳短片：Hartes Brot – Nathalie Percillier（英语：Nathalie Percillier）
- 評審團獎：《巧克力男孩》Drôle de Félix（英语：Drôle de Félix） – Olivier Ducastel（英语：Olivier Ducastel）及Jacques Martineau（英语：Jacques Martineau）
- 評審團獎：Chrissy（英语：Chrissy） – Jacqui North（英语：Jacqui North）
- Siegessäule 读者奖：《巧克力男孩》 – Olivier Ducastel and Jacques Martineau

### 2001年
- 最佳劇情片：《妖型樂與怒》／《搖滾芭比》（Hedwig and the Angry Inch（英语：Hedwig and the Angry Inch (film)）） – 約翰·卡麥隆·米契爾（John Cameron Mitchell）
- 最佳紀錄片：Trembling Before G-d（英语：Trembling Before G-d） – Sandi Simcha DuBowski（英语：Sandi Simcha DuBowski）
- 最佳短片：Erè Mèla Mèla – Daniel Wiroth（英语：Daniel Wiroth）
- 評審團獎：Forbidden Fruit（英语：Forbidden Fruit (2000 film)） – Sue Maluwa-Bruce（英语：Sue Maluwa-Bruce）及Beate Kunath（英语：Beate Kunath）
- Special award：Moritz de Hadeln（英语：Moritz de Hadeln）
- Siegessäule 读者奖：《人妖打排球》The Iron Ladies（英语：The Iron Ladies (film)） – Yongjoot Thongkontoon（英语：Yongjoot Thongkontoon）

### 2002年
- 最佳劇情片：Walking on Water（英语：Walking on Water (film)） – Tony Ayres（英语：Tony Ayres）
- 最佳紀錄片：Alt om min far – Even Benestad（英语：Even Benestad）
- 最佳短片：Celebration – Daniel Stedman
- 評審團獎：Just a Woman – Mitra Farahani（英语：Mitra Farahani）
- Siegessäule 读者奖: Walking On Water – Tony Ayres

### 2003年
- 最佳劇情片：A Thousand Clouds of Peace（英语：A Thousand Clouds of Peace） – Julián Hernández（英语：Julián Hernández）
- 最佳紀錄片：Talk Straight: The World of Rural Queers（英语：Talk Straight: The World of Rural Queers） – Jochen Hick（英语：Jochen Hick）
- 最佳短片：Precious Moments – Lars Krutzkoff（英语：Lars Krutzkoff）及Jan Dalchow（英语：Jan Dalchow）
- Special award：F·W·穆瑙（Friedrich Wilhelm Murnau）
- Siegessäule 读者奖：《開心告別派對》The Event（英语：The Event (film)） – Thom Fitzgerald（英语：Thom Fitzgerald）

### 2004年
- 最佳劇情片：《狂野三人行 》（'Wild Side）
- 最佳紀錄片：The Nomi Song（英语：The Nomi Song） – Andrew Horn（英语：Andrew Horn）
- 最佳短片：¿Con qué la lavaré? – Maria Trénor（英语：Maria Trénor）
- Special award：Edition Salzgeber
- Siegessäule 读者奖：《少女特攻隊》（D.E.B.S.（英语：D.E.B.S. (2004 film)）） – Angela Robinson

### 2005年
- 最佳劇情片：A Year Without Love（英语：A Year Without Love） – Anahí Berneri（英语：Anahí Berneri）
- 最佳紀錄片：Katzenball – Veronika Minder（英语：Veronika Minder）
- 最佳短片：The Intervention – Jay Duplass
- Siegessäule 读者奖：《尋找他媽…的故事》（Transamerica） – 鄧肯·塔克（Duncan Tucker）

### 2006年
- 最佳劇情片：The Blossoming of Maximo Oliveros – Auraeus Solito（英语：Auraeus Solito）
- 最佳紀錄片：Beyond Hatred（英语：Beyond Hatred） – Olivier Meyrou（英语：Olivier Meyrou）
- 最佳短片：El día que morí – Maryam Keshavarz（英语：Maryam Keshavarz）
- 評審團獎：Combat – Patrick Carpentier（英语：Patrick Carpentier）
- Siegessäule 读者奖：《紙娃娃》（Paper Dolls（英语：Paper Dolls (film)）） – Tomer Heymann（英语：Tomer Heymann）

### 2007年
- 最佳劇情片：《刺青》 – 周美玲
- 最佳紀錄片：《安迪沃荷同行》（A walk into the sea: Danny Williams and the Warhol factory） – 愛絲特·B·羅賓森（Esther B. Robinson）
- 特別獎：《漢密·保加》（Helmut Berger）for his whole lifework
- Siegessäule 读者奖：The Bubble（英语：The Bubble (2006 film)） – Eytan Fox
- Guest award：《醜聞日記》（Notes on a Scandal） - Richard Eyre
- 特別獎：La León – Santiago Otheguy

### 2008年
- 最佳劇情片：《女王軼事》（The Amazing Truth about Queen Raquela） - Olaf de Fleur（英语：Olaf de Fleur）
- 最佳紀錄片：《面紗下的足球盃》（Football Under Cover） - David Assman及Ayat Najafi（英语：Ayat Najafi）
- 最佳短片：Ta - Felipe Sholl（英语：Felipe Sholl）
- 評審團獎：Be Like Others（英语：Be Like Others） - Tanaz Eshaghian（英语：Tanaz Eshaghian）
- Siegessäule 读者奖：Be Like Others - Tanaz Eshaghian（英语：Tanaz Eshaghian）

### 2009年
- 最佳劇情片：Raging Sun, Raging Sky（英语：Raging Sun, Raging Sky）（Rabioso sol, rabioso cielo） - Julián Hernández（英语：Julián Hernández）
- 最佳紀錄片：Fig Trees（英语：Fig Trees） – John Greyson
- 最佳短片：A Horse Is Not A Metaphor（英语：A Horse Is Not A Metaphor） - Barbara Hammer（英语：Barbara Hammer）
- Siegessäule 读者奖：City of Borders（英语：City of Borders） - Yun Suh（英语：Yun Suh）
- 特別獎：《喬·戴勒山度》（Joe Dallesandro）
- 特別獎：《尊·赫》

### 2010年
- 最佳劇情片：《非單親關係》（The Kids Are All Right） - 莉莎·蔻洛丹柯（Lisa Cholodenko）
- 最佳紀錄片：La bocca del lupo（英语：La bocca del lupo）（The Mouth of the Wolf）- Pietro Marcello（英语：Pietro Marcello）
- 最佳短片：《慾望之盛宴》（The Feast Of Stephen） - 詹姆斯·弗朗科
- Siegessäule reader award：Postcard to Daddy（英语：Postcard to Daddy） - Michael Stock（英语：Michael Stock）
- 評審團獎：Open（英语：Open_(film)） - Jake Yuzna（英语：Jake Yuzna）
- 特別獎：Werner Schroeter（英语：Werner Schroeter）

### 2011年
- 最佳劇情片：《缺席》（Absent） - Marco Berger
- 最佳紀錄片：《关于杰纳瑟斯与珍女士的民谣》（The Ballad of Genesis and Lady Jaye）- Marie Losier（英语：Marie Losier）
- 最佳短片：《世代》（Generations）；梅雅·黛伦的沉没（Maya Deren’s Sink）
- 評審團獎：《装扮游戏》（Tomboy） - Céline Sciamma
- 特別獎：《社会活动家》 － Evita Bezuidenhout/Pieter-Dirk Uys（英语：Evita Bezuidenhout/Pieter-Dirk Uys）

### 2012年
- 最佳剧情片：《点亮灯光》（Keep the Lights On） - 艾拉·萨克斯（Ira Sachs）
- 最佳纪录片：《苦楚我名》（Call Me Kuchu）- Malika Zouhali-Worrall（英语：Malika Zouhali-Worrall） & Katherine Fairfax Wrights（英语：Katherine Fairfax Wrights）
- 最佳短片：Loxoro（英语：Loxoro） - 克劳迪雅·洛萨（Claudia Llosa）
- 评审团奖：《“饶勒斯”》（Jaurès） - Vincent Dieutre（英语：Vincent Dieutre）
- Siegessäule读者奖：《“游行”》（Parada） - Srđan Dragojević（英语：Srđan Dragojević）
- 特别奖: 《“乌莉可·欧汀格”》（Ulrike Ottinger） 和 《“玛丽亚·蒙特兹”》（Mario Montez）

### 2013年
- 最佳剧情片：《之名》（In the Name of（英语：In the Name Of (film)） (W imię...)） - Małgorzata Szumowska
- 最佳纪录片：《班比》（Bambi（英语：Bambi (2013 film)））- 塞巴斯蒂安·利夫施兹（Sébastien Lifshitz）
- 最佳短片：《解，脱我》（Undress Me） - Victor Lindgren（英语：Victor Lindgren）
- 评审团奖：《脑震荡》（Concussion（英语：Concussion (film)）） - 斯塔西·帕森（Stacie Passon）
- Siegessäule读者奖：《之名》（In the Name of（英语：In the Name Of (film)） (W imię...)） - Małgorzata Szumowska
- 特别奖:STEPS for the Future（英语：STEPS for the Future）

### 2016年
- 最佳剧情片：《Tomcat（英语：Tomcat (2016 film)）》 - Klaus Händl（英语：Klaus Händl）
- 最佳纪录片：《Kiki（英语：Kiki (2016 film)）》 - Sara Jordenö
- 最佳短片： - Joanna Rytel
- 评审团奖：《You'll Never Be Alone（英语：You'll Never Be Alone (film)）》 - Álex Anwandter（英语：Álex Anwandter）
- 特别奖：Christine Vachon（英语：Christine Vachon）
- 《Männer》读者奖：《Don't Call Me Son（英语：Don't Call Me Son）》 - Anna Muylaert（英语：Anna Muylaert）
- 观众奖：《Paris 05:59: Théo & Hugo》（Théo et Hugo dans le même bateau） - Olivier Ducastel（英语：Olivier Ducastel）和Jacques Martineau（英语：Jacques Martineau）

### 2017年
- 最佳剧情片：《不思議女人》（Una mujer fantástica） - 賽巴斯蒂安·雷里奧
- 最佳纪录片：《日常對話》 - 黃惠偵
- 最佳短片：《我的同志姐姐》（Min homosyster） - Lia Hietala
- 评审团奖：《人生密密缝》 - 荻上直子[1]
- 特别奖：Monika Treut（英语：Monika Treut）[2]
- 《Männer》读者奖：《春光之境》 - Francis Lee

### 2018年
- 最佳剧情片：《塗色（英语：Hard Paint）》 - Filipe Matzembacher（英语：Filipe Matzembacher） & Marcio Reolon[3]
- 最佳纪录片：《Tranny Fag（英语：Tranny Fag）》 - Claudia Priscilla & Kiko Goifman[3]
- 最佳短片：《Three Centimetres (Generation)》 - Lara Zeidan
- 评审团奖：《Obscuro Barroco（英语：Obscuro Barroco）》 - Evangelia Kranioti[3]
- 最佳处女作：《Retablo（英语：Retablo (film)）》 - Alvaro Delgado-Aparicio[3]
- 《Mannschaft》读者奖：《女繼承人》（Las Herederas） - Marcelo Martinessi（英语：Marcelo Martinessi）[3]

### 2019年
- 最佳剧情片：《绿色星球的简史（英语：Brief Story from the Green Planet）》 - Santiago Loza[4]
- 最佳纪录片：《Lemebel》 - Joanna Reposi Garibaldi
- 最佳短片：《Entropia》 — Flóra Anna Buda
- 评审团奖：《再见，南屏晚钟》（A Dog Barking at the Moon） — 相梓[5]
- 读者奖（queer.de）：《绿色星球的简史》（Breve historia del planeta verde） — Santiago Loza
- 特别奖：Falk Richter

### 2020年
- 最佳劇情片：《No Hard Feelings》 - Faraz Shariat
- 最佳紀錄片：《If It Were Love》 - Patric Chiha
- 最佳短片：《Playback》 — Agustina Comedi
- 評審團獎：《日子》 — 蔡明亮
- 讀者獎（queer.de）：《No Hard Feelings》 - Faraz Shariat

### 2021年
- 最佳剧情片：《Miguel's War（英语：Miguel's War）》 - Eliane Raheb（英语：Eliane Raheb）
- 最佳短片：《International Dawn Chorus Day（英语：International Dawn Chorus Day (film)）》 - John Greyson
- 评审团奖：《Instructions for Survival（英语：Instructions for Survival）》 - Yana Ugrekhelidze
- 特别奖：Jenni Olson[6]

### 2022年
- 最佳剧情片：《一二三我仨不落單（葡萄牙語：Três Tigres Tristes）》 - Gustavo Vinagre
- 最佳紀錄片：《Alis》 - Clare Weiskopf
- 最佳短片：《Exalted Mars》 — Jean-Sébastien Chauvin
- 评审团奖：《Nelly & Nadine》 - Magnus Gertten

### 2023年
- 最佳劇情片：《世界色彩只在黑白之間（英语：All the Colours of the World Are Between Black and White）》– 巴巴通德·阿帕洛洛
- 最佳短片：《浸黑》– 馬修·索恩、德里克·林奇
- 最佳紀錄片：《歐蘭朵：我的政治傳記》– 保羅·B·普雷西亞多（西班牙语：Paul B. Preciado）
- 評審團獎：《銀色薄霧（英语：Silver Haze (film)）》– 薩莎·波拉克（荷兰语：Sacha Polak）
- 特別獎：安德烈·卡爾帕奇（俄语：Халпахчі Андрій Якович）（基輔國際電影節總監）、博丹·朱克（基輔國際電影節選片人）

### 2024年
- 最佳劇情片：《從今以後》– 楊曜愷
- 最佳短片：《奶奶貓》– 祖札·巴納辛斯卡
- 最佳紀錄片：《桃子的教學》– 菲利普·富森格（德语：Philipp Fussenegger）、朱迪·蘭德卡默
- 評審團獎：《穿行》– 雷凡·阿金
- 特別獎：洛塔爾·蘭伯特（德语：Lothar Lambert）（導演）

### 2025年
- 最佳劇情片：《女同太空公主（英语：Lesbian Space Princess）》－ 艾瑪·霍夫·霍布斯、莉拉·瓦格希斯
- 最佳紀錄片：《撒旦之邪物（德语：Satanische Sau）》－ 羅薩·馮·布勞恩海姆（德语：Rosa von Praunheim）
- 最佳短片：《王洛埃，未竟之作（英语：Lloyd Wong, Unfinished）》－ 陳樂施
- 評審團獎：《無聲母愛（德语：Wenn du Angst hast nimmst du dein Herz in den Mund und lächelst）》－ 馬里·露易絲·萊納（德语：Marie Luise Lehner）
- 特別獎：陶德·海恩斯（導演）